# 1996 a légi közlekedésben
Ez a lista az 1996-os év légi közlekedéssel kapcsolatos eseményeit tartalmazza.

## Események

### Február
- február 6. – Az Atlanti-óceánba zuhan a Németországba tartó Birgenair Boeing 757–225 típusú repülőgépe, a dominikai Puerto Platától 26 kilométerre. (A baleset során a személyzet és az utasok is életüket vesztik.)
- február 29. – Arequipa közelében. A Compañía de Aviación Faucett légitársaság 251-es járata, lajstromjele: OB-1451, egy Boeing 737–222 típusú utasszállító repülőgép lezuhan leszállási manővere kezdetén. (A gépen tartózkodó 117 utas és 6 fős személyzet életét veszti a tragédiában.)[1][2][3]

### Április
- április 3. – Az Amerikai Egyesült Államok Légierejének Boeing CT-43A típusú repülőgépe szállítási feladat közben leszállási manővert hajt végre. A manőver közben pilótahiba miatt a földnek csapódik a horvátországi Dubrovnik repülőtere közelében (3 km-re északra). (A gépen tartózkodó 30 fő utas és 5 fős személyzet minden tagja életét veszti a balesetben.)[4][5]

### Május
- május 11. – A ValuJet 592-es járata percekkel a Miami-ból való felszállás után lángra kap a csomagtérben és lezuhan az Everglades mocsárba. Mind a 110 fő aki a gépen utazott életét veszti.[6]

### Július
- július 15. – Leszállás közben seregélyek csapata kerül a hajtóműbe és lezuhan a Belga Királyi Légierő Lockheed C-130H Hercules típusú, CH-06-os lajstromjelű katonai szállító repülőgépe Eindhoven repülőtere közelében. (A gépen tartózkodó 37 fő utas és 4 fős személyzet tagjai közül 34-en vesztetik életüket, a 7 fő túlélő súlyos sérüléseket szenved.)[7]
- július 17. – Felszállás után felrobban és lezuhan a TWA 800-as járatának Boeing 747–100 típusú repülőgépe Long Island közelében. (A fedélzeten tartózkodó 230 fő közül senki sem éli túl a szerencsétlenséget.)[8][9]

### Október
- október 2. – Huaral közelében. Lezuhan az Aeroperú légitársaság 603-as járata, a társaság egyik Boeing 757-23A típusú utasszállító gépe Peru partjainál. (A gépen tartózkodó 61 utas és 9 fős személyzet tagjai közül mindenki életét veszti.)[10][11]
- október 31. – A Transportes Aéreos Regionais légitársaság 402-es járata nem sokkal a felszállás után São Paulo egyik külterületére zuhant. A tragédiában összesen 99 ember vesztette életét ( 89 utas, a 6 fős személyzet és 4 földi személy)[12]

### November
- november 7. – A Nigériai Ejirin közelében. Az ADC Airlines 86-os számú járata, egy Boeing 727–231-es típusú utasszállító repülőgép hibás riasztás miatt, valamint pilótahiba okán lezuhan. (A gépen 134 utas és 10 fős személyzet tartózkodik, akik a tragédiában mindannyian életüket vesztik.)[13]
- november 12. – Delhi fölött két utasszállító gép összeütközött a levegőben, megölve 349 embert. A balesetet a légiirányítók okozták.
- november 19. –  A United Express 5925-ös járata leszállás közben összeütközött a kifutópályán egy magángéppel az Illinois-i Quincy-ben. Az ütközésben 14 ember veszítette az életét.[14]
- november 23. – Grande Comore szigeten. Az Ethiopian Airlines 961-es járata, egy Boeing 767-260ER típusú repülőgép üzemanyaga elfogy, miután gépeltérítők ragadják magukhoz az irányítást. A repülőgép a tengeren hajt végre kényszerleszállást. A repülőn 163 utas (közülük 3 gépeltérítő), valamint 12 fős személyzet tartózkodik. (A gépen lévők közül 125 fő, köztük a 3 gépeltérítő veszti életét a tragédiában. Az 50 túlélőből 46 szerez különböző fokú sérüléseket.)[15]

## Első felszállások
- november 7. – Tu–144LL – A NASA által felújított gép első felszállása, mint repülő laboratórium a nagysebességű repülés kutatására.[16]